# Microcrambus biguttellus
Microcrambus biguttellus là một loài bướm đêm trong họ Crambidae.